# Großschwamborn
Großschwamborn ist ein Ortsteil von Heiligenhaus in der Stadt Overath im Rheinisch-Bergischen Kreis in Nordrhein-Westfalen, Deutschland.

## Lage und Beschreibung
Der Ortsteil Großschwamborn liegt nahe dem Heiligenhauser Kreisel zwischen der Bensberger Straße (Landesstraße 136) und der Durbuscher Straße (Landesstraße 84). Er wächst mit Kleinschwamborn zu einem gemeinsamen Siedlungsgebiet zusammen. Ortschaften und Weiler in der Nähe sind Burgholz, Klefberg und Linde.

## Geschichte
Ein Schwamborn wurde erstmals um das Jahr 1470 als Schwamborn urkundlich erwähnt. Das Appellativ im Ortsnamen ist Born, ein alter Begriff für „Quelle“, das Bestimmungswort ist nicht ganz geklärt. Es könnte sich von „Schwan“ oder tatsächlich „Schwamm“ herleiten. Möglicherweise ist auch *Schwandborn (= „schwindende, versiegende Quelle“) der Namensursprung.
Die Topographia Ducatus Montani des Erich Philipp Ploennies, Blatt Amt Steinbach, belegt, dass der Wohnplatz bereits 1715 vier Hofstellen besaß, die als Schwamborn beschriftet sind. Carl Friedrich von Wiebeking benennt die Hofschaft auf seiner Charte des Herzogthums Berg 1789 als Schwanborn. Aus ihr geht hervor, dass der Ort zu dieser Zeit Teil der Honschaft Heiliger im Kirchspiel Overath war.
Der Ort ist auf der Topographischen Aufnahme der Rheinlande von 1817 als Gr. Schwamborn verzeichnet. Die Preußische Uraufnahme von 1845 zeigt den Wohnplatz unter dem Namen Gr. Schwamborn. Ab der Preußischen Neuaufnahme von 1892 ist der Ort auf Messtischblättern regelmäßig als Gr. Schwamborn oder Großschwamborn verzeichnet.
1822 lebten 52 Menschen im als Hof kategorisierten und (Gross-)Schwamborn bezeichneten Ort, der nach dem Zusammenbruch der napoleonischen Administration und deren Ablösung zur Bürgermeisterei Overath im Kreis Mülheim am Rhein gehörte. Für das Jahr 1830 werden für Groß- und Klein-Schwamborn zusammen 106 Einwohner angegeben. Der 1845 laut der Uebersicht des Regierungs-Bezirks Cöln als Dorf kategorisierte und Groß-Schwamborn bezeichnete Ort besaß zu dieser Zeit zwölf Wohngebäude mit 72 Einwohnern, alle katholischen Bekenntnisses.
Die Liste Einwohner und Viehstand von 1848, die unter anderem der Steuererhebung diente, gibt ein wenig Einblick in damalige Lebensverhältnisse. Sie registriert in Großschwamborn 77 Bewohner (darunter 32 Kinder unter 16 Jahre) und nennt Namen und Berufe der Haushaltungsvorstände, darunter die Näherin Margarethe König und der Schneider Gerhard Schwamborn.  Neun  Ackerer sind registriert: Christian Dresbach, Clemens Linder, Heinrich Megen, Peter Müller, Johann Over, Johann Schwamborn, Johann Schwamborn II, Mathias Steinbach (und Schuster) und  Wittib Wermelskirchen. Als Tagelöhner sind benannt: Wilhelm Büscher, Roland Hachen, Johann Höller und Wilhelm Schröder. Und als ohne Gewerb:  Wittib Christoph Schwamborn und Franz Steinbach. Als arm werden Christian Dresbach, Roland Hachen, Christoph und Gerhard Schwamborn und Franz Steinbacher eingestuft.
Die Gemeinde- und Gutbezirksstatistik der Rheinprovinz führt Großschwamborn 1871 mit elf Wohnhäusern und 95 Einwohnern auf. Im Gemeindelexikon für die Provinz Rheinland von 1888 werden für Groß Schwamborn 13 Wohnhäuser mit 83 Einwohnern angegeben. 1895 besitzt der Ort zehn Wohnhäuser mit 78 Einwohnern, 1905 werden 13 Wohnhäuser und 73 Einwohner angegeben.